# Francesco Negri (explorateur)
Pour les articles homonymes, voir Francesco Negri et Negri.
Francesco Negri (prononcé : [franˈtʃesko ˈneɡri] ; 1623–1698) était un prêtre italien catholique qui, de 1663 à 1666, a voyagé en Scandinavie. En 1670, il a publié un récit de ses voyages sous le titre Viaggio settentrionale.

## Biographie
Negri est né à Ravenne. En 1663, il  quitte sa ville natale et  entreprend un voyage de trois ans en Scandinavie. Il est le premier européen non scandinave qui apprit à skier.
Negri a écrit le plus souvent avec un point de vue scientifique, examinant la flore et la faune de la région, et fait une série d'observations anthropologique, en particulier sur les caractéristiques physiques des habitants de la Laponie. Son approche était loin d'être fiable scientifiquement au sens moderne du terme (il a pris sa région natale de l'Italie comme la norme pour l'examen des différences avec d'autres populations).
Le récit de son voyage a été résumé dans une brochure toulousaine, sans doute avant 1689, publiée par Jean Boude le Jeune.
Francesco Negri meurt en 1698 et ses pairs font publier son manuscrit, qu'il apporte lui-même à l'imprimeur quelques jours avant son trépas.